# Impatiente (1916)
Impatiente (później Căpitan Dumitrescu Constantin i Araks) – francuskie awizo z okresu I wojny światowej, a następnie rumuńska kanonierka, jeden z czterech pozyskanych przez Rumunię okrętów typu Friponne. Jednostka została zwodowana w 1916 roku w stoczni Arsenal de Brest w Breście, a do służby w Marine nationale przyjęto ją w 1917 roku. W styczniu 1920 roku okręt został zakupiony przez Rumunię i wszedł w skład Marynarki Wojennej pod nazwą „Căpitan Dumitrescu Constantin”. 5 września 1944 roku kanonierka została zdobyta przez żołnierzy radzieckich i następnie wcielona do służby w Marynarce Wojennej ZSRR jako „Araks”. Okręt zatonął na minie nieopodal Odessy 10 stycznia 1945 roku, po czym go podniesiono i złomowano.

## Projekt i budowa
Awiza typu Friponne, początkowo klasyfikowane jako kanonierki do zwalczania okrętów podwodnych, zostały zamówione na podstawie wojennego programu rozbudowy floty francuskiej z 1916 roku. Okręty były w zasadzie identyczne z awizami typu Ardent, różniąc się głównie rodzajem siłowni – silnikami Diesla w miejsce napędu parowego, dzięki czemu znacznie wzrósł zasięg pływania. Początkowo planowano budowę 13 jednostek, jednak ukończono jedynie osiem. Później klasyfikowane były jako awiza 2. klasy .
„Impatiente” zbudowany został w stoczni Arsenal de Brest. Położenie stępki i wodowanie okrętu odbyło się w 1916 roku, a do służby w Marine nationale wszedł on w 1917 roku .

## Dane taktyczno-techniczne
Okręt był kanonierką przeznaczoną do zwalczania okrętów podwodnych. Długość całkowita kadłuba wynosiła 60,2 metra (57,8 metra między pionami), szerokość 7 metrów i zanurzenie 2,6 metra . Wyporność standardowa wynosiła 375 ton, a pełna 443 tony . Okręt napędzany był przez dwa silniki wysokoprężne Sulzer o łącznej mocy 900 KM, poruszające poprzez wały napędowe dwoma śrubami (jednostka nie posiadała komina). Maksymalna prędkość okrętu wynosiła 14,5 węzła . Okręt zabierał 30 ton paliwa, co pozwalało osiągnąć zasięg wynoszący 3000 Mm przy prędkości 10 węzłów (lub 1600 Mm przy 15 węzłach).
Uzbrojenie kanonierki składało się z dwóch pojedynczych dział kalibru 100 mm M1897 L/40 i dwóch zrzutni bomb głębinowych .
Załoga okrętu liczyła 50 oficerów, podoficerów i marynarzy .

## Służba
Kanonierka służyła podczas I wojny światowej na Morzu Śródziemnym i w latach 1916-1918 używana była we francuskich Siłach Patrolowych Tunezji. 22 czerwca 1917 roku „Impatiente” wraz z „Gracieuse” przeprowadziły atak na U-Boota SM U-63. 9 stycznia 1920 roku okręt został zakupiony przez Rumunię (wraz z bliźniaczymi jednostkami „Mignonne”, „Chiffonne” i „Friponne”) i już 15 stycznia wszedł w skład Marynarki Wojennej pod nazwą „Căpitan Dumitrescu Constantin” i oznaczeniem burtowym „Dm” . Jednostka otrzymała imię na cześć oficera rumuńskiej marynarki, poległego podczas I wojny światowej. Na przełomie 1939 i 1940 roku dokonano modernizacji uzbrojenia jednostki: zdemontowano oba działa kal. 100 mm, instalując w zamian dwa pojedyncze działka plot. kal. 37 mm SK C/30 L/80 . W 1942 lub 1943 roku obrona przeciwlotnicza okrętu została wzmocniona przez montaż pojedynczego działka kal. 20 mm C/38 L/65, a na początku 1944 roku jedno z działek kal. 37 mm zostało zastąpione działem SK kal. 88 mm C/30 L/42 . 5 września 1944 roku kanonierka została zdobyta przez żołnierzy radzieckich w Konstancy i następnie wcielona do służby w Marynarce Wojennej ZSRR jako „Araks” (Аракс) . 10 stycznia 1945 roku w porcie w Odessie okręt wszedł na minę i zatonął . Dziewięć dni później został podniesiony i następnie złomowany.